# زمین‌لرزه ۱۹۰۹ فرانسه
زمین‌لرزه فرانسه در تاریخ ۱۱ ژوئن ۱۹۰۹ میلادی، برابر با ‎۲۱ خرداد ۱۲۸۸، ساعت ۲۱:۰۶ به زمان یوتی‌سی در فرانسه رخ داد. ژرفای این زلزله ۲ کیلومتر بود. بزرگی آن ۶٫۲ در مقیاس Ms بدست آمده‌است.
شمار کشتگان نزدیک به ۴۶ نفر گزارش شده‌است.
این زمین لرزه به دلیل نزدیک بودن به سطح زمین،به شدت احساس شد.
عمق وقوع زمین لرزه حدودا 2کیلومتر در داخل زمین بود.